# 水軒駅
水軒駅（すいけんえき）は、かつて和歌山県和歌山市西浜にあった南海電気鉄道（南海）和歌山港線の駅。2002年（平成14年）に和歌山港線和歌山港駅 - 当駅間の廃止に伴い廃駅となった。

## 歴史
木材輸送を目的に和歌山県が建設した和歌山港線の終点駅。1967年（昭和42年）に和歌山下津港和歌山本港区の南に水面貯木場が完成したことを受けて、1971年（昭和46年）に南海の駅として開業したが、既に貨物自動車による木材輸送が主流になっており、2000年（平成12年）には水面貯木場が埋め立てられて陸上貯木場となり、2002年（平成14年）に廃止されるまで一度も木材輸送貨物列車が走ることはなかった。
旅客列車は和歌山市駅から和歌山港駅までは難波駅と直通する特急・急行を含め多数運転があるものの、当駅まで運転される列車は開業当初から和歌山市駅発着の普通列車1日2往復（2001年時で朝9時台と昼15時台、平日・土曜休日ダイヤとも同時刻）しかなかった。このため南海の各駅にある運賃表の水軒駅の傍らには「水軒行きは一日2列車です 係員におたずねください」という注意書きが存在した。

### 年表
- 1971年（昭和46年）3月6日：築港町駅 - 当駅間開業に伴い開業。
- 2002年（平成14年）
  - 2月12日：和歌山港駅 - 当駅間の鉄道事業廃止届出書を提出。
  - 5月25日：さよならイベント開催。
  - 5月26日：和歌山港駅 - 当駅間廃止に伴い、営業廃止。

## 駅構造

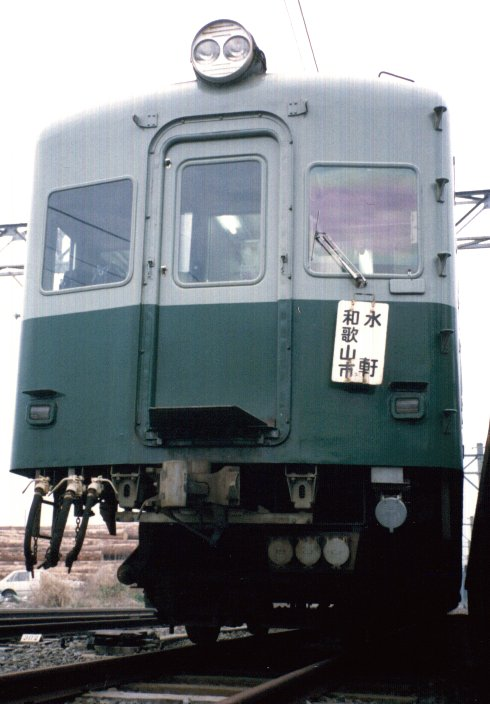
和歌山市 - 水軒の幕を掲げた1521系（1992年2月）

営業当時の当駅は1面1線のホームのみの無人駅。駅舎はなくトイレのない小屋が唯一の建物であった。
当初の計画では木材輸送を目的として設置された駅だったため、構内に荷役作業用の側線が設けられていた。この側線が、南海貴志川線（当時、現・和歌山電鐵貴志川線）で最後の活躍をしていた1201形を廃車解体する時に使われた。

### 配線図
|            | 水軒駅 構内配線略図（1993年） | → 和歌山市方面 |
| 凡例 出典: |                               |                |

## 駅周辺
西側一帯は和歌山南港が広がる臨海地帯。和歌山港駅方面に進むと貯木場、和歌山市中央卸売市場がある。
東側に目を転じると、県指定の史跡水軒堤防（紀州堤）が和歌山港方面へ約1.6 km延び、この堤防に沿う形で線路が設置されていた。東側一帯は田畑と宅地が広がっているが、ターミナルの和歌山市駅へは並行する和歌山バスの便が良く、住民は専らバスを利用していた。
駅裏には紀州徳川家十代藩主徳川治寶の別邸だった庭園養翠園をはじめ、景勝地として知られる雑賀崎、和歌浦、新和歌浦などの観光地、景勝地等がある。

## 廃止までの経緯

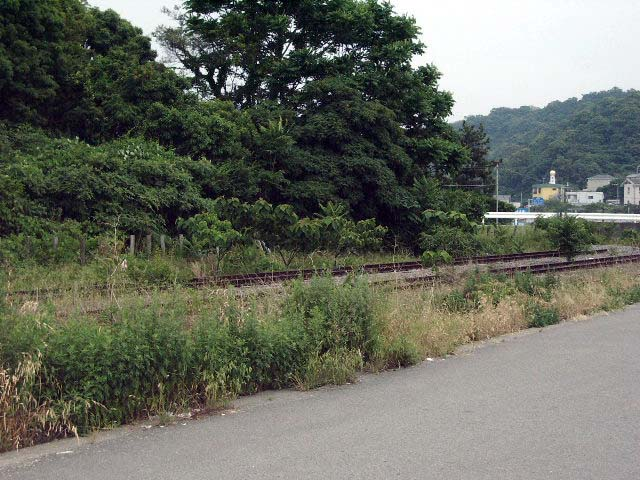
廃止から4年が経過した旧水軒駅の姿（2006年6月）

当駅の1日あたりの平均乗降人数は開業以来数人だったが、1日2往復という必要最小限の運行が続けられた（南海側も思ったほど赤字にはならなかったという）。その後、和歌山港 - 当駅間にあった踏切の道路幅が狭く、住民から改良を求められたことを契機に廃止案が練られ、和歌山県議会の議決を得て廃止された。
2002年（平成14年）5月には「さよなら水軒駅」イベントが行なわれ、同年4月には難波から当駅まで10000系特急型電車による臨時特急が運転された。同年5月25日の営業最終日は臨時列車が多数運転され、最終列車では乗務員への花束贈呈も行なわれた。

## 現況
和歌山県指定史跡「水軒堤防」の石積みの一部が、和歌山県文化遺産課により当駅跡地に移設復元され公開されることが決まり、2010年（平成22年）10月に移築工事が完了した。
和歌山港駅から当駅までの線路跡については、高架駅である和歌山港駅から続く高架線がそのまま残されており、和歌山市中央卸売市場の辺りまでは雑草まみれとなっているが高架線から続く線路跡が残っている。そこから先は花王和歌山工場第2西門への出入りのための通路に転用され、さらにその通路から先は当駅まで線路に沿って延びている道路の拡幅に充てられたため、当駅の部分を除いて痕跡は残っていない。

## 隣の駅
南海電気鉄道
和歌山港線
和歌山港駅 - 水軒駅